# Храм Светог апостола Луке на Чукарици
Храм Светог апостола Луке је српска православна црква која се налази у насељу Филмски град у градској општини Чукарица и припада београдско-карловачкој архиепископији. Храм се налази у улици Кнеза Вишеслава на Кошутњаку.

## Историјат
Храм је грађен у периоду од 1999. до 2003. године, уз благослов патријарха српског Павла, као задужбина Веселина Бошковића, тадашњег директора за грађевинско земљиште града Београда, и његове породице. Први старешина храма био је Високопречански протојереј—старофор Милан Виленица. Крст и земљиште храма освећени су 12. септембра 1999. године. Темеље храма освештао је патријарх српски Павле, октобра 1999. године уз саслужење свештеника. Наредне године патријарх српски Павле одржао је прву архијерејску литургију у овом храму.
Изградња храма завршена је 2002. године, након чега се прешло на занатске радове, када је храм обложен каменом травертином увеженим из Италије и покривен оловом. Након тога храм је добио три звона, која су изливена у Инзбруку у Аустрији. Храм Светог апостола Луке освештан је 22. јуна 2003. године од стране патријарха Павла. Изграђен је у рашком стилу, а у његовој порти налази се капела за паљење свећа, која је изграђена 2007. године и посвећена Светом Николају Чудотворцу Мириликијском, парохијски дом изграђен је 2004. године, а спомен чесма је подигнута 2005. године. Као и сам храм и капела, спомен чесма је обложена каменом травертином. По пројекту г. Лукића изграђен је иконостас храма, а градио га је Драган Шуљагић, каменорезац из Ужица. Прве иконе на иконостасу храма радио је иконописац Рад М. Павловић, а оне се данас налазе у олтару храма, док су на иконостасу иконе мати Јефимије, некадашње игуманије манастира Градац, која је израдила и иконе за храмовни месингани хорос. Хорос је изграђен и посотављен 2009. године по пројекту архитекте Лукића, од стране академског вајара Слободана Рекалића. Мозаик у храму радио је Зоран Михајловић из Београда.
Храм је релативно млад и не располаже културно-историјским старинама, али у њему се налазе честице Светих Моштију Светог Великомученика и Победоносца Георгија и Светог Преподобног Зосима Туманског, као и једна стару руска окована икону Нерукотвореног Образа Господњег.

## Светлописи
- Светлопис живописа код јужне певничке апсиде
- Свети Христифор
- Милош Обилић, приказан као свети ратник, иако није канонизован
- Свети свештеномученик Јоаникије I Липовац, митрополит црногорско-приморски, убијен од комуниста
- Петар II Петровић Његош, приказан као светац. Није канонизован од СПЦ, него се призна као свети само у митрополији црногорско-приморској
- Свети мученици пребиловачки
- Живопис који приказује сусрет оца и сина, Св. Саве и Стефана Немање на Светој Гори
- Св. Сава и његова мајка, у као црнорискиња (монахиња) Анастасија
- Свештеници дочекују патријарха српског Порфирија на дан храмовне славе, Св. Луке, у недељу 18./31. октобра 2021.
- Спомен плоча на источној страни звоника